# Piele
Piele (niem. Pellen) – osada w Polsce położona w województwie warmińsko-mazurskim, w powiecie braniewskim, w gminie Lelkowo.
W latach 1975–1998 miejscowość administracyjnie należała do województwa elbląskiego.

## Historia
Przed rokiem 1525 była tu kaplica, która w wykazie parafii archiprezbiteratów warmińskich ujęta była jako kościół filialny Piotrowca.
Kościół wybudowany w latach 1740–1742 z fragmentami wcześniejszej budowli został zniszczony w roku 1945.
W XVIII wieku majątek ziemski w Pielach był w posiadaniu rodu von der Groeben. W
Majątek ten od drugiej połowy XIX i w pierwszej połowie XX wieku należał do rodziny von Brandt. Na początku XX wieku majątek wraz z dwoma folwarkami miał powierzchnię 950 ha. Funkcjonowała też tu gorzelnia.
Po II wojnie światowej w Pielach zorganizowany był PGR.

## Zabytki
Do wojewódzkiego rejestru zabytków wpisane są obiekty:
- zespół pałacowy: 
  - Pałac, wybudowany został tu w drugiej połowie XVIII wieku. Budowla zrealizowana została na miejscu starszego obiektu, być może pochodzącego z czasów krzyżackich. Dwór wzniesiono na rzucie prostokąta z wielosiowymi ryzalitami pośrodku elewacji wzdłużnych. Jednokondygnacyjne skrzydła boczne i dwukondygnacyjna część korpusu głównego dworu przykryte dachami mansardowymi w swojej kompozycji architektonicznej przypominały pałac w Bęsi. Po II wojnie światowej pałac wykorzystywany był przez miejscowy PGR na biura i mieszkania pracownicze. Po likwidacji PGR AWRSP przejęła pozostałość po dworze: zachowane skrzydło zachodnie dawnego dworu wraz zamieszkującymi je rodzinami.
  - budynek gospodarczy, XIX/XX
  - park krajobrazowy, XVIII-XIX; w zarośniętym parku zachowały się okazy dawnego starodrzewu.park,
  - grota romantyczna w parku.